# Upton Park Football Club
L'Upton Park Football Club va ser un equip de futbol amateur amb seu a Upton Park, Londres, que va existir durant el darrer terç del segle xix i primers anys del segle xx. A banda de ser un dels quinze equips que van jugar primera edició de la Copa anglesa de futbol, representaren el Regne Unit en la competició de futbol dels Jocs Olímpics de París de 1900, on guanyaren la medalla d'or.
L'equip enviat a París estava compost per:J. H. Jones, Claude Buckenham, William Gosling, Alfred Chalk, T. E. Burridge, William Quash, Arthur Turner, F. G. Spackman, J. Nicholas, Walter John Zealley i A. Haslam.